# Pałac Zipsera w Bielsku-Białej

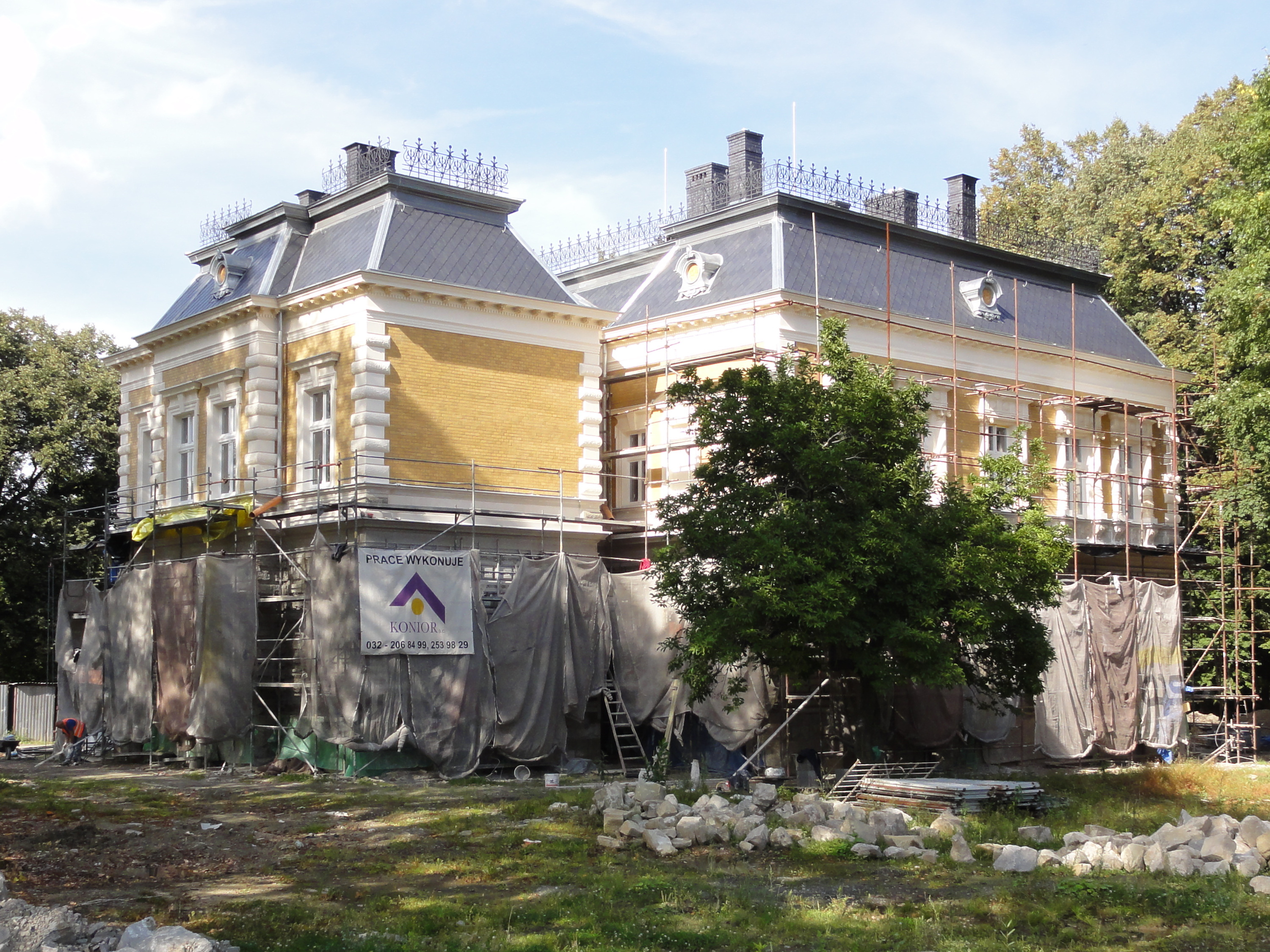
Willa podczas remontu w 2012 roku

Pałac Zipsera w Bielsku-Białej – zabytkowa willa Edwarda Zipsera wybudowana w 1890 roku, znajdująca się przy ul. Bystrzańskiej 52 w Bielsku-Białej, w dzielnicy Mikuszowice.

## Historia
Willa wybudowana została dla bielskiego fabrykanta Edwarda Zipsera, w sąsiedztwie jego fabryki sukna. Budynkowi, wybudowanemu w stylu historyzmu nadano tzw. kostium francuski. Wysoki mansardowy dach z ażurową balustradką wzdłuż kalenicy nawiązuje do zabudowy willowej z Bois de Boulogne, co było bardzo popularne w Europie po 1871 roku.
Po zakończeniu II wojny światowej w willi mieściła się szkoła podstawowa, a następnie internat specjalistycznego ośrodka szkolno-wychowaczego. Od 2010 roku właścicielem willi jest osoba prywatna.

## Opis
Obiekt jest częścią zespołu pałacowego, w skład którego wchodzi jeszcze park willowy.